# Ellen Hollman
Ellen Hollman (Detroit, 1 de abril de 1983) es una actriz estadounidense, más conocida por haber interpretado a Saxa en las series Spartacus: Vengeance y Spartacus: War of the Damned.

## Biografía
Es hija de Julie Hollman y Hart Hollman, y tiene tres hermanos menores.

## Carrera
En 2007 apareció como invitada en un episodio de la serie The O.C., donde interpretó a Kirsten Nichol de joven. En 2008 se convirtió en el CEO y fundador de la organización sin fines de lucro llamada "Visual Impact Now", que ha apoyado a varias clínicas oftalmológica en Los Ángeles, ayudando a más de 6000 niños otorgándoles gafas.
En 2012 se unió al elenco principal de la serie Spartacus: War of the Damned, donde interpretó a Saxa. En 2013 interpretó nuevamente a Saxa en Spartacus: Vengeance hasta el final ese mismo año. En 2015 se unió al elenco recurrente de la serie Into the Badlands, donde interpreta a Zypher.

## Filmografía

### Series de televisión
| Año             | Título                                     | Personaje                      | Notas                                                 |
| --------------- | ------------------------------------------ | ------------------------------ | ----------------------------------------------------- |
| 2015 - presente | Into the Badlands                          | Zypher                         | 4 episodios                                           |
| 2006, 2015      | NCIS: Naval Criminal Investigative Service | Tina Larsen                    | 2 episodios                                           |
| 2014            | CSI: Crime Scene Investigation             | Janet Riggins / Helen Morrison | episodio "Keep Calm and Carry-On"                     |
| 2013            | Spartacus: War of the Damned               | Saxa                           | 10 episodios                                          |
| 2012            | Spartacus: Vengeance                       | Saxa                           | 4 episodios                                           |
| 2011            | Rules of Engagement                        | Maya                           | episodio "Double Down"                                |
| 2010            | Victorious                                 | Melinda Murray                 | episodio "Beck's Big Break"                           |
| 2010            | Medium                                     | Mallory Kessinger              | episodio "Will the Real Fred Rovick Please Stand Up?" |
| 2009            | Numb3rs                                    | Lola Sacco                     | episodio "Con Job"                                    |
| 2009            | Weeds                                      | Tenly                          | episodio "Where the Sidewalk Ends"                    |
| 2009            | In Plain Sight                             | Amy Atkins-Adams               | episodio "Gilted Lily"                                |
| 2007            | Criminal Minds                             | Vickie Wright                  | episodio "True Night"                                 |
| 2007            | The O.C.                                   | Kirsten Nichol (de joven)      | episodio "The Case of the Franks"                     |
| 2005            | Malcolm in the Middle                      | Maayke                         | episodio "Blackout"                                   |
| 2005            | Sex, Love & Secrets                        | Camarera                       | episodio "Secrets"                                    |

### Películas
| Año  | Título                             | Personaje | Notas                                                                                           |
| ---- | ---------------------------------- | --------- | ----------------------------------------------------------------------------------------------- |
| 2015 | The Scorpion King: The Lost Throne | Valina    | junto a Victor Webster, Will Kemp, Barry Bostwick, Rutger Hauer, Michael Biehn y M. Emmet Walsh |